# 霹靂布袋戲人物列表/ㄖ

### 容正弘
容正弘為集境三宮六殿十八樓之「昭天樓」樓主，登場於霹靂劫第9集，退場於第17集。太幻樓樓主花影人（燈蝶修萬年取代）聯合其他六樓組成七聯會，造成集境各樓忌憚；容正弘代表其他九樓前來要求七聯會解散，並訂下十六樓之會（無常樓已毀、樓中樓未出面）。昭天樓之會、花影人說服其他各樓樓主將目標放在苦境，並在七聯會、十聯會中各選出一人擔任正、副主席。雙方各推舉出曲宿全和花影人，約定以吸功石比試武藝和智慧。武藝不相上下、但花影人智慧略勝一籌；容正弘雖不服氣，但在執戒律堅持下，最終由花影人勝出，擔任主席之位；集境大軍也正式入侵苦境。
紫錦囊在吸功石上留下三個掌印，造成眾人恐慌，於是派遣無我相、尊天印、渡岸舟與容正弘展開圍殺行動。屍魃坡、四樓主第一次圍殺紫錦囊，紫錦囊發覺有人監視，虛晃一招、逃出包圍。往雲渡山途中、四樓主第二次圍殺紫錦囊，紫錦囊欲大開殺戒之際，鬼王棺暗掌偷襲，紫錦囊受傷離開。為了預防紫錦囊與素還真聯合，總護法執戒律親自出手、與四樓主第三度圍殺紫錦囊，五道氣功對上一氣動山河，容正弘慘遭擊斃，紫錦囊也被蒙面的素還真救走。
- 十八樓樓主：

太幻樓花影人、寂身樓無我相、游離樓毒熾盛、因象樓劫成念、旋元樓尊天印、龍華樓雙運行、白陽樓法上觀（七樓聯盟）、無常樓百里泣
覺障樓執戒律、樓中樓曲宿全、昭天樓容正弘、舍永樓千良和、旋真樓渡岸舟、海芸樓了無音、師尹樓眾生見、逐迷樓數循環、亦如樓空妙有、心性樓侯貫清（十樓聯盟）